# William Rishanger
William Rishanger (né en 1250 et mort après 1312), surnommé Chronigraphus, est un chroniqueur anglais et moine bénédictin originaire de St Albans. Il a très probablement écrit Opus Chronicorum, une suite de la Chronique de Matthieu Paris, qui retrace l'histoire médiévale de 1259 à 1307. Ce récit est considéré comme digne de confiance par les historiens actuels. Il a rédigé une chronique du règne d'Édouard Ier ainsi qu'une ébauche concernant la Seconde guerre des barons. Il est également probable qu'il ait poursuivi l'œuvre Gesta Abbatum Monasterii Sancti Albani.